# アイシア (企業)
アイシア株式会社はペットフードの製造・加工・販売を営む日本の企業。マルハニチログループに属する。

## 概要
主力商品はキャットフードで、特に缶詰形態のもの（猫缶）に強い。主力ブランドは金缶、黒缶、純缶と名称に「缶」がつく。2007年3月発表のブランド調査では金缶が3位、黒缶が6位、メーカーとしては4位となっている。
一時、経営陣とベンチャーキャピタルによるMBOによりマルハ（現：マルハニチロ）から資本的に独立したが、再びマルハに買収されマルハの子会社に戻った。2008年4月のマルハニチロホールディングス（現：マルハニチロ）のグループ企業再編で、ニチロから社名・業容変更したマルハニチロ食品（現：マルハニチロ）の下へと入り、その後、マルハニチロホールディングスに株式が譲渡され、現在に至っている。そのため、2008年4月以降に発売・リニューアル並びにパッケージ変更された製品にはアイシアロゴだけでなく、マルハニチログループのコーポレートClも併せて記載されている。
スローガンは「あいする、しあわせ。」。アイシアという社名の由来にもなっている。

## 沿革
- 1970年- ピュリナ大洋ペットフッド株式会社設立
- 1990年 - 大洋ペットフード株式会社設立
- 1993年9月1日 - マルハペットフード株式会社に商号変更。親会社の大洋漁業株式会社のマルハ株式会社への商号変更に合わせたもの。
- 1997年 - キャットウェットカテゴリーでシェアNo1を獲得。
- 2000年 - 直木賞受賞作家、浅田次郎氏の書き下ろしによるマルハペットフード創立10周年記念CM「民子」放送。
- 2005年9月1日 - アイシア株式会社に商号変更。
- 2007年 - MiawMiawシリーズ発売。
- 2017年 - MiawMiawシリーズCM全国放送。

## 製品ブランド
キャットフード
- 黒缶
- 金缶
- 純缶
- 海缶
- 健康缶
- 焼津のまぐろ
- 気まグルメ
- Miaw Miaw（ミャウミャウ）
- お魚ジャーキー
- ペット用にぼし

ドッグフード
- 健犬　無垢

### スポンサー番組関連
- ペット百科 - 大洋ペットフード時代から提供していたフジテレビのミニ番組。
- ペット大集合!ポチたま - マルハペットフード時代に番組開始当初の筆頭スポンサーだったテレビ東京のバラエティ番組。
- 超電動ロボ 鉄人28号FX - 大洋ペットフード時代にスポンサーだった日本テレビのアニメ番組。
- 忍ペンまん丸 - マルハペットフード時代にスポンサーだったテレビ朝日のアニメ番組。
- ニャニがニャンだー ニャンダーかめん - マルハペットフード時代に筆頭スポンサーだった名古屋テレビ(メ〜テレ)のアニメ番組。
- サイボーグクロちゃん - マルハペットフード時代にスポンサーだったテレビ愛知のアニメ番組。

### 関連企業関連
- ネスレピュリナペットケア（現ネスレ日本ペット事業部門） - 米国ラルストンピュリナ社がネスレに買収される以前の1970年に大洋漁業と合弁で「ピュリナ大洋ペットフッド」として設立された経緯から、一種の同根企業ともいえる。